# Campionato mondiale cadetti di scherma 2007
Il Campionato mondiale cadetti di scherma del 2007 ("2007 World Cadets Fencing Championships") è stato organizzato dalla Federazione internazionale della scherma e si è svolto a Belek in Turchia dal 13 al 14 aprile.
Nel fioretto, si sono aggiudicati i titoli del campionato mondiale il giapponese Ryoto Miyake, che ha battuto in finale l'italiano Tommaso Lari, e la russa Inna Gracheva che ha avuto la meglio sulla russa Ekaterina Kazhikina.
Nella spada lo spagnolo Pau Rosello ha battuto in finale il tedesco Falk Spautz, ottenendo il titolo mondiale cadetti maschile, mentre tra le donne la russa Violetta Kolobova ha superato l'italiana Brenda Briasco.
Nella sciabola il russo Boris Savich prevale sull'ungherese Aron Szilagyi, mentre la statunitense Rebecca Ward ha battuto la russa Anna Illarionova.

## Podi

### Uomini
| Specialità  | Oro          | Argento       | Bronzo                                  |
| Individuali |              |               |                                         |
| Fioretto    | Ryoto Miyake | Tommaso Lari  | Enzo Castellani Cedrik Serri            |
| Spada       | Pau Rosello  | Falk Spautz   | Alexandre Bardenet Florian Heimendinger |
| Sciabola    | Boris Savich | Aron Szilagyi | Vincent Stilista Daryl Omero            |

### Donne
| Specialità  | Oro               | Argento             | Bronzo                              |
| Individuali |                   |                     |                                     |
| Fioretto    | Inna Gracheva     | Ekaterina Kazhikina | Hanna Lyczbinska Stefania Straniero |
| Spada       | Violetta Kolobova | Brenda Briasco      | Edina Antal Pia Klafstad            |
| Sciabola    | Rebecca Ward      | Anna Illarionova    | Azza Besbes Olga Kharlan            |

## Medagliere
| Pos.   | Nazione     | Oro | Argento | Bronzo | Totale |
| ------ | ----------- | --- | ------- | ------ | ------ |
| 1      | Russia      | 3   | 2       | 0      | 5      |
| 2      | Stati Uniti | 1   | 0       | 2      | 3      |
| 3      | Giappone    | 1   | 0       | 0      | 1      |
| 3      | Spagna      | 1   | 0       | 0      | 1      |
| 5      | Italia      | 0   | 2       | 1      | 3      |
| 6      | Ungheria    | 0   | 1       | 1      | 2      |
| 7      | Germania    | 0   | 1       | 0      | 1      |
| 8      | Francia     | 0   | 0       | 3      | 3      |
| 9      | Ucraina     | 0   | 0       | 1      | 1      |
| 9      | Polonia     | 0   | 0       | 1      | 1      |
| 9      | Norvegia    | 0   | 0       | 1      | 1      |
| 9      | Tunisia     | 0   | 0       | 1      | 1      |
| 9      | Slovacchia  | 0   | 0       | 1      | 1      |
| Totale | Totale      | 6   | 6       | 12     | 24     |